# Divinità del tuono

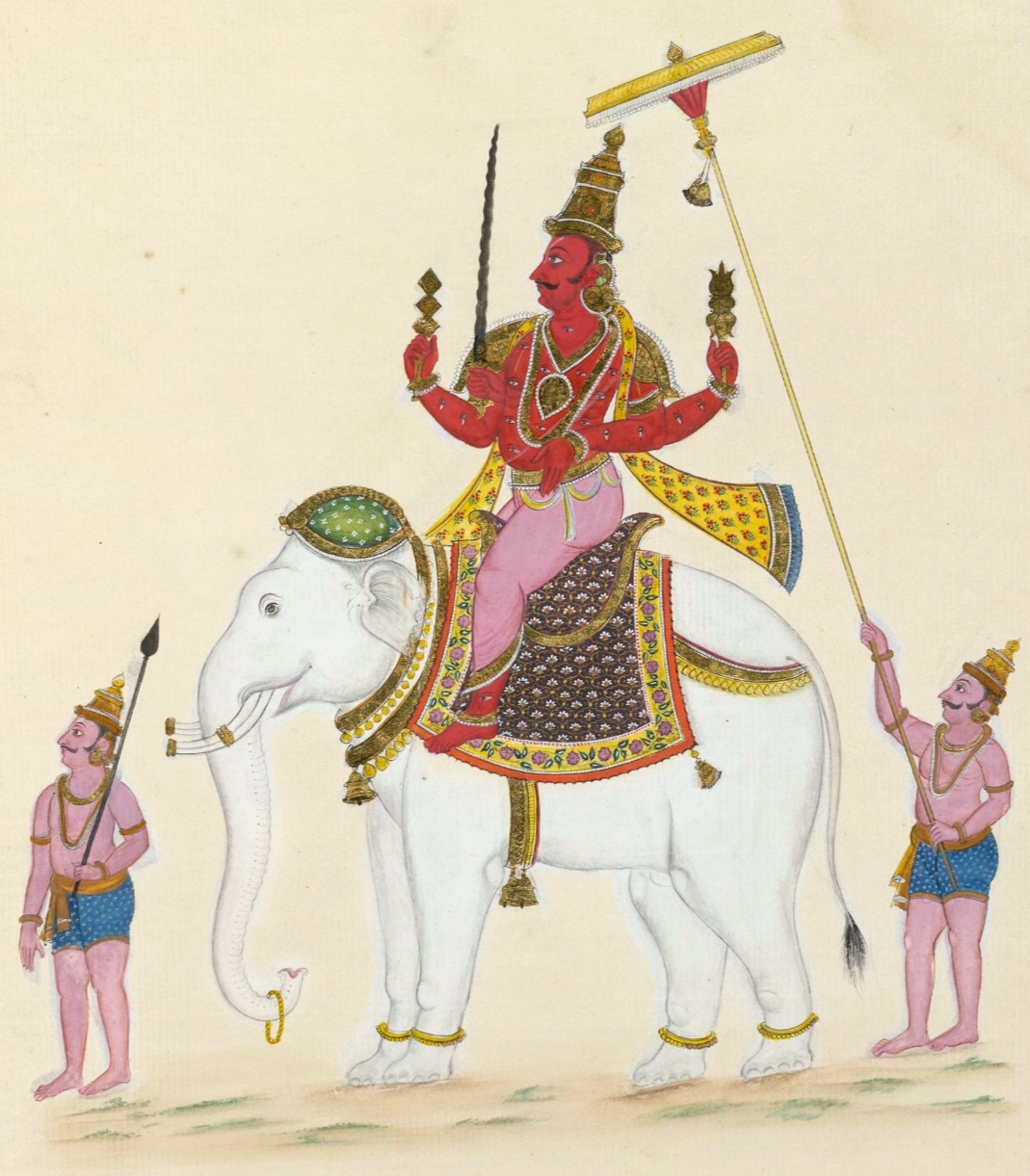
Indra, dio del tuono nella mitologia induista

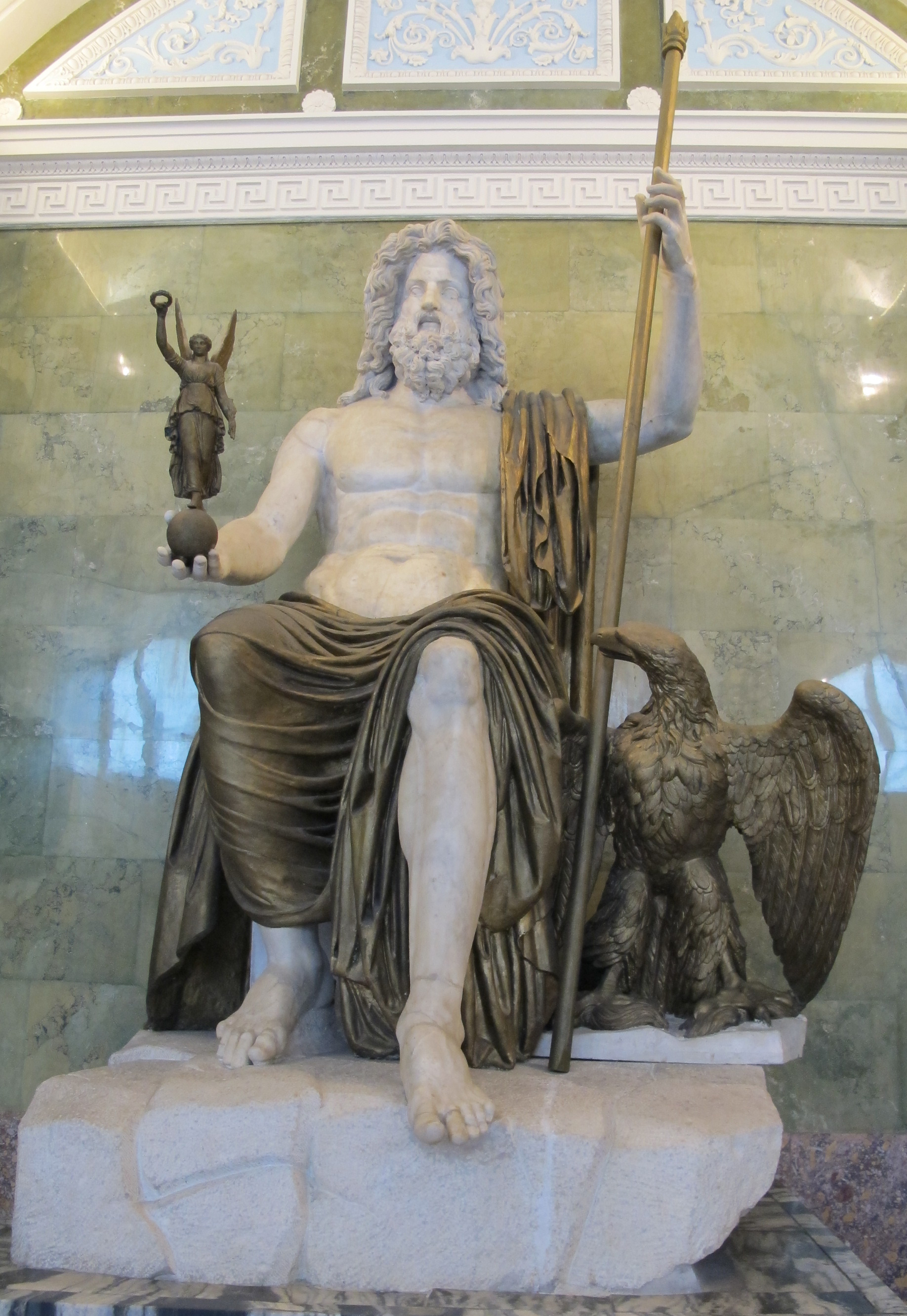
Giove tonante

Le divinità del tuono presso numerose religioni primitive e politeiste sono quelle a cui viene dedicato il culto del tuono, spesso associato a quello del fulmine:
- Ajisukitakahikone, nella mitologia giapponese
- Aplu, nella mitologia etrusca
- Apu Illapu, nella mitologia inca
- Catequil, nella mitologia inca
- Indra, nella mitologia induista
- Giove, nella religione romana
- Perkūnas, nella mitologia baltica
- Perun, nella mitologia slava
- Raijin, nella mitologia giapponese
- Summano, nella mitologia etrusca e nella religione romana
- Taara, nella mitologia finlandese
- Taranis, nella mitologia celtica
- Thor, nella mitologia norrena
- Tinia, nella mitologia etrusca
- Uccello del tuono, nella Mitologia dei Nativi Americani

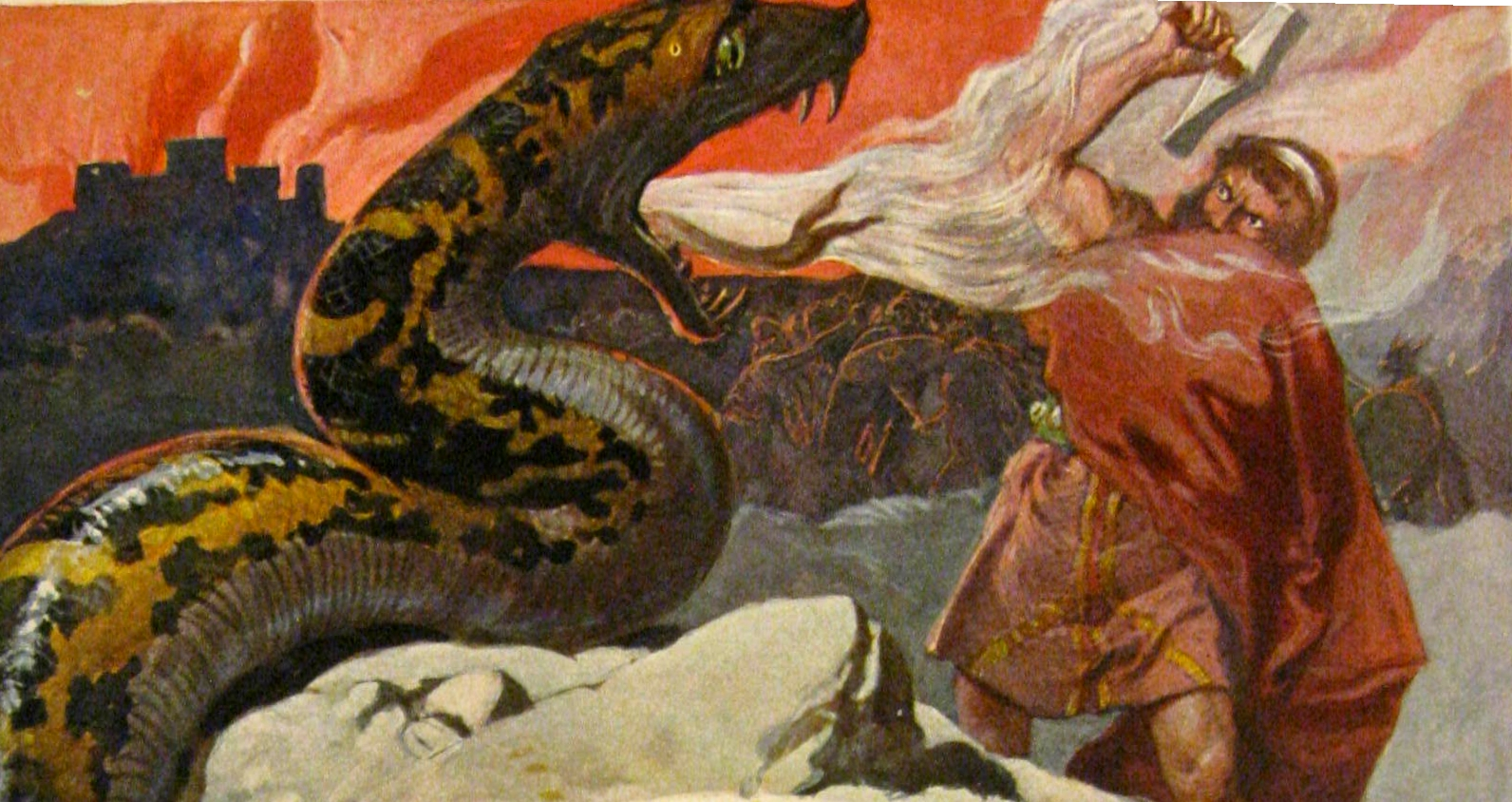
Thor raffigurato mentre affronta Miðgarðsormr, il serpente del mondo

- Ukko, nella mitologia finlandese
- Zeus, nella religione greca